# Marateca
Marateca ist ein Ort und eine Gemeinde Freguesia in Portugal im Landkreis von  Palmela, mit einer Fläche von 131,0 km² und 3684 Einwohnern (Stand 30. Juni 2011). Die Bevölkerungsdichte beträgt 28,1 Einw./km². Der Hauptort der Gemeinde ist Águas de Moura. Das Wappen der Gemeinde zeigt einen Storch, weil in der Gegend sehr viele Reisfelder existieren und somit lebt auch eine große Anzahl von Störchen in Marateca.